# Bońkowo Podleśne
Bońkowo Podleśne – wieś sołecka w Polsce położona w województwie mazowieckim, w powiecie mławskim, w gminie Radzanów.
W latach 1954–1959 wieś należała i była siedzibą władz gromady Bońkowo Podleśne, po jej zniesieniu w gromadzie Liberadz.